# Monumento natural del Lago de la Baña
El lago de la Baña (Llagu de La Baña, en dialecto cabreirés) es un  espacio natural protegido de la provincia de León, Castilla y León, España.

## Situación y límites
Tanto la laguna como el lago, situado a escasos 400 m del primero, toman su nombre de la localidad a la que pertenecen, La Baña, esta a su vez integrada en el municipio de Encinedo.
Los límites territoriales de este espacio natural protegido son:
- Sur: límite con la provincia de Zamora.

- Oeste: límite con la provincia de Zamora hasta el Vizcodillo (2.122 m). Desde este punto, por la divisoria de aguas que limita la cuenca hidrográfica del Reguero del Mandoso, hasta el paraje denominado Los Fontanales.

- Norte: desde el paraje Los Fontanales, línea recta en sentido Suroeste-Noroeste, hasta el paraje denominado Los Caleyos de Fondivilla (cota 1.387 m). Desde este punto, línea recta en sentido oeste-este hasta la Peña de Portalleza (cota 1.322 m).  Desde este punto, línea recta en sentido noroeste-sureste hasta la confluencia del arroyo Piniello y el río del lago.

- Este: línea divisoria que limita la cuenca hidrográfica del lago, desde su confluencia del arroyo Piniello y el río del lago en su extremo norte, hasta el límite con la provincia de Zamora, en su extremo sur.

## Accesos
- La ruta N-622, a la altura de Castrocontrigo, se adentra en el valle del río Eria hasta alcanzar la localidad de Truchas, de donde parte a su vez la carretera hacia Ambasaguas y La Baña. Luego de pasar La Baña, se debe tomar un desvío señalizado que nos conducirá directamente hacia el lago.

- Por la LE-191 desde el Puente de Domingo Flórez, bifurcando hacia La Baña poco antes de llegar a Llamas de Cabrera siguiendo la dirección de Silván.

## Valores naturales
Pese a encontrarse situado en una zona de explotaciones mineras a cielo abierto, el lago mantiene un alto nivel de conservación biológica y paisajística. 
La cobertura vegetal destaca por las masas de robles y abedules situados en las laderas bajas y cauces fluviales, ocasionalmente mezclados con chopos, alisos y sauces. Con menor frecuencia se pueden llegar a descubrir otras especies como el tejo y el acebo.
De entre la fauna destaca el lobo como criatura más emblemática, compartiendo su papel de depredador con el águila real. Existen otros ejemplares de animales cazadores como el azor, el gavilán, águila perdicera, halcón peregrino, la marta, gineta, nutria y zorro, este último uno de los más abundantes en la zona.
El panorama zoológico de este espacio natural protegido se completa con ejemplares de otras especies como pueden ser las truchas o salamandra.

## Valores culturales
La situación aislada y de difícil acceso, le ha permitido permanecer al margen de cualquier valor cultural.
Los pueblos y aldeas de alrededor, sin embargo, responden a las características culturales e identificativas de la Comarca de La Cabrera, con su arquitectura tradicional como ejemplo más notable.